# Сурмуши
Сурмуши (груз. სურმუში) — село в Грузии, на территории Цагерского муниципалитета края (мхаре) Рача-Лечхуми и Нижняя Сванетия.

## География
Село находится в северной части Грузии, к востоку от реки Ладжануры, на расстоянии приблизительно 9 километров (по прямой) к юго-востоку от города Цагери, административного центра муниципалитета. Абсолютная высота — 818 метров над уровнем моря.

## Население
По результатам официальной переписи населения 2014 года, в Сурмуши проживало 143 человека (62 мужчины и 81 женщина). В национальной структуре населения грузины составляли 100 %.
| Год  | Население, человек |
| ---- | ------------------ |
| 2002 | 205                |
| 2014 | ↘ 143              |